# Paramomitrion
Paramomitrion là một chi rêu trong họ Gymnomitriaceae.